# الجهراء الجديدة
الجهراء الجديدة ، منطقة من مناطق محافظة الجهراء في الكويت. سميت بهذا الاسم نسبة إلى منطقة الجهراء.